# تخمين الجاذبية الضعيفة
تخمين الجاذبية الضعيفة (بالإنجليزية: Weak gravity conjecture)‏ (WGC) هو تخمين يتعلق بقوة الجاذبية التي يمكن أن تمتلكها نظرية الجاذبية الكمومية بالنسبة لقوى القياس في تلك النظرية. تنص تقريبًا على أن الجاذبية يجب أن تكون أضعف قوة في أي نظرية ثابتة للجاذبية الكمية.